# Манчестер (Њу Хемпшир)
Манчестер (енгл. Manchester) град је у САД у савезној држави Њу Хемпшир. По подацима из 2007. године у граду је живело 108.874 становника.

## Демографија
По попису из 2010. године број становника је 109.565, што је 2.559 (2,4%) становника више него 2000. године.
|                   | 2010.            | 2000.            |
| Укупно            | 109 565 (100,0%) | 107 006 (100,0%) |
| Белци             | 89 893 (82,05%)  | 95 581 (89,32%)  |
| Хиспаноамериканци | 8 883 (8,108%)   | 4 944 (4,620%)   |
| Афроамериканци    | 4 476 (4,085%)   | 2 246 (2,099%)   |
| Азијати           | 4 014 (3,664%)   | 2 487 (2,324%)   |
| Остали            | 2 299 (2,098%)   | 1 748 (1,634%)   |

## Партнерски градови
- Pendik
- Нојштат ан дер Вајнштрасе
- Taichung
- Hof HaCarmel Regional Council
- Гверу
- Нешвил